# Hapona insula
Hapona insula là một loài nhện trong họ Toxopidae.
Loài này thuộc chi Hapona. Hapona insula được miêu tả năm 1964 bởi Raymond Robert Forster.